# Volli, e volli sempre, e fortissimamente volli
Volli, e volli sempre, e fortissimamente volli è una celebre frase scritta da Vittorio Alfieri.
L'espressione è contenuta nella Lettera responsiva a Ranieri de' Calzabigi, scritta da Siena il 6 settembre 1783. 

## Aneddoto
Il motto rievoca un episodio della sua vita di alcuni anni prima, avvenuto dopo il successo riscosso dalla rappresentazione della sua prima tragedia, Antonio e Cleopatra, andata in scena nel mese di giugno del 1775.
In quell'occasione, il letterato ordinò al suo domestico (il fidato Francesco Elia) di legarlo alla sedia per non essere distolto dal fermo proponimento di diventare un autore tragico.
La frase viene di solito citata con formulazione leggermente alterata, come volli, sempre volli, fortissimamente volli.